# Sébastien Schemmel
Sébastien Schemmel est un footballeur français né le 2 juin 1975 à Nancy. Il évolue au poste d'arrière gauche.

## Biographie
Alors sous contrat avec le FC Metz, Sébastien Schemmel et son coéquipier Danny Boffin sont lourdement sanctionnés par le club lorrain pour avoir molesté des journalistes le 16 décembre 2000 à l'issue d'un match de championnat face à Lille (1-1),. Schemmel est transféré dès le mois de janvier suivant à West Ham United, en Premier League, où il évolue sous la houlette de Harry Redknapp  en défense aux côtés de Paolo Di Canio et Rigobert Song. En 2001-2002, le titre de Hammer of the Year (meilleur joueur de West Ham de l'année) décerné par les supporters du club londonien vient couronner sa participation aux bons résultats de son équipe qui termine à la 7e place de championnat. La saison suivante s'achève néanmoins sur la relégation des Hammers. Sébastien Schemmel désirant poursuivre son aventure anglaise en Premier League s'engage alors avec Portsmouth, tout juste promu en qualité de champion de D2. Il ne dispute que 18 match au total lors de la saison 2003-2004. Il est délivré de son contrat en décembre 2004 et traverse la Manche pour signer au Havre AC où il ne reste que quelques mois avant de prendre sa retraite sportive. Désormais il gère des restaurants de part et d'autre de la frontière franco-luxembourgeoise, dont un est nommé Upton Park, en honneur à l'ancien terrain de jeu de West Ham.

## Carrière
- 1993-1998 :  AS Nancy-Lorraine.
- 1998-janvier 2001 :  FC Metz.
- janvier 2001-2003 :  West Ham United.
- 2003-décembre 2004 :  Portsmouth FC.
- 2004-2005 :  Le Havre AC[6].

## Palmarès

### En club
- Championnat de France de D2
  - Vainqueur: 1998 avec Nancy.
- Coupe de la Ligue
  - Finaliste: 1999 avec Metz.

## Distinctions individuelles
- Hammer of the Year en 2002.
- Nommé dans l'équipe type de Division 2 en 1998 aux Trophées UNFP[7].